# Sissal
Sissal, znana także jako Sissal Jo, właśc. Sissal Jóhanna Norðberg Niclasen (ur. 13 lutego 1995 roku w Thorshavn) – farerska piosenkarka. Reprezentantka Danii w 69. Konkursie Piosenki Eurowizji (2025).

## Życiorys
Pochodzi z Thorshavn, stolicy Wysp Owczych. Jej matką jest farerską artystką Mikkalina Norðberg. Ma dwie córki, jedna z nich nazywa się Mikkalina. W 2020 roku przeprowadziła się do Kopenhagi, gdzie studiuje i mieszka. Jako swoje inspiracje muzyczne wymieniła norweską piosenkarkę Dagny i szwedzką piosenkarkę Robyn.
W 2005 roku z piosenką pt. „Summarið er komið” wygrała coroczny farerski dziecięcy konkurs muzyczny Nósa Barnaprix. W 2010 roku wygrała coroczny farerski konkurs Ársins Songrødd (pol. Głos roku).
6 lutego 2025 duński nadawca DR ogłosił, że Sissal z piosenką pt. „Hallucination” została zakwalifikowana do stawki Dansk Melodi Grand Prix 2025, konkursu, który ma na celu wyłonienie reprezentanta Danii na Konkurs Piosenki Eurowizji. 1 marca 2025 wygrała finał eliminacji, dzięki czemu uzyskała prawo do reprezentowania kraju w konkursie. Dzięki temu będzie drugą Farerką w historii konkursu, która weźmie w nim udział. 15 maja wystąpiła w drugim półfinale i awansowała do finału.

## Dyskografia

### Minialbumy
| Rok  | Dane dot. albumu                                                                           |
| ---- | ------------------------------------------------------------------------------------------ |
| 2025 | Hear Me Now - Wydany: 10 stycznia 2025 - Wytwórnia: Wydanie niezależne - Format: streaming |

### Single
| Rok                                                      | Tytuł                                       | Najwyższe pozycje na listach | Minialbum   |
| Rok                                                      | Tytuł                                       | DEN Air.                     | Minialbum   |
| -------------------------------------------------------- | ------------------------------------------- | ---------------------------- | ----------- |
| 2005                                                     | „Summarið er komið” (jako Jóhanna Niclasen) | –                            | –           |
| 2016                                                     | „Na Na Na” (jako Yöhna lub Jóhanna)         | –                            | –           |
| 2017                                                     | „Anyone Better” (jako Yöhna lub Jóhanna)    | –                            | –           |
| 2020                                                     | „Stop Thinking” (jako Jóhanna)              | –                            | –           |
| 2020                                                     | „Vanilla Spread” (jako Jóhanna)             | –                            | –           |
| 2024                                                     | „Deep End”                                  | –                            | Hear Me Now |
| 2024                                                     | „Far From Sober”                            | –                            | Hear Me Now |
| 2024                                                     | „Hear Me Now”                               | –                            | Hear Me Now |
| 2025                                                     | „Hallucination”                             | 8                            | –           |
| „–” oznacza, że singel nie był notowany na danej liście. |                                             |                              |             |